# DeWitt Hyde
DeWitt Stephen Hyde (* 21. März 1909 in Washington, D.C.; † 25. April 1986 in Bethesda, Maryland) war ein US-amerikanischer Politiker. Zwischen 1953 und 1959 vertrat er den Bundesstaat Maryland im US-Repräsentantenhaus.

## Werdegang
DeWitt Hyde besuchte die öffentlichen Schulen seiner Heimat. Anfang der 1930er Jahre arbeitete er drei Jahre lang für die Farm Credit Administration. Nach einem anschließenden Jurastudium an der George Washington University und seiner 1935 erfolgten Zulassung als Rechtsanwalt begann er in der Bundeshauptstadt Washington in diesem Beruf zu arbeiten. Im Jahr 1938 verlegte er seinen Wohnsitz und seine Kanzlei nach Maryland. Während des Zweiten Weltkrieges diente er zwischen 1943 und 1946 als Offizier der US Navy im Südpazifik. Nach dem Krieg lehrte er zwischen 1946 und 1951 an der Benjamin Franklin University in Washington Jura. Gleichzeitig schlug er als Mitglied der Republikanischen Partei eine politische Laufbahn ein. In den Jahren 1947 bis 1950 saß er im Abgeordnetenhaus von Maryland; von 1951 bis 1952 gehörte er dem Staatssenat an.
Bei den Kongresswahlen des Jahres 1952 wurde Hyde im sechsten Wahlbezirk von Maryland in das US-Repräsentantenhaus in Washington gewählt, wo er am 3. Januar 1953 die Nachfolge von James Glenn Beall antrat. Nach zwei Wiederwahlen konnte er bis zum 3. Januar 1959 drei Legislaturperioden im Kongress absolvieren. Diese waren von den Ereignissen des Kalten Krieges und der Bürgerrechtsbewegung bestimmt. Im Jahr 1958 wurde DeWitt Hyde nicht wiedergewählt.
Nach dem Ende seiner Zeit im US-Repräsentantenhaus praktizierte er zunächst wieder als Anwalt. Zwischen 1959 und 1979 war er Richter im Bundesbezirk District of Columbia. Er starb am 25. April 1986 in seinem Wohnort Bethesda.